# Liste der Biografien/Kosp
Liste der Biografien |
Portal Biografien |
Personensuche
# |
A |
B |
C |
D |
E |
F |
G |
H |
I |
J |
K |
L |
M |
N |
O |
P |
Q |
R |
S |
T |
U |
V |
W |
X |
Y |
Z |
?
 
Ka |
Kb |
Kc |
Kd |
Ke |
Kf |
Kg |
Kh |
Ki |
Kj |
Kl |
Km |
Kn |
Ko |
Kp |
Kr |
Ks |
Kt |
Ku |
Kv |
Kw |
Ky |
Kx |
Kz
 
Koa |
Kob |
Koc |
Kod |
Koe |
Kof |
Kog |
Koh |
Koi |
Koj |
Kok |
Kol |
Kom |
Kon |
Koo |
Kop |
Kor |
Kos |
Kot |
Kou |
Kov |
Kow |
Kox |
Koy |
Koz
 
Vorlage:Liste der Biografien/Kos
Die Liste der Biografien führt alle Personen auf, die in der deutschsprachigen Wikipedia einen Artikel haben. Dieses ist eine Teilliste mit 12 Einträgen von Personen, deren Namen mit den Buchstaben „Kosp“ beginnt.

## Kosp

### Kospa
- Kospach, Mona (* 1987), österreichische Theater- und Filmschauspielerin und Kabarettistin

### Kospo
- Kospoth, August von (1864–1917), preußischer Landrat
- Kospoth, Ernst Christian von (1723–1815), preußischer Generalleutnant, Chef des Kürassierregiments Nr. 3
- Kospoth, Friedrich August Karl von (1767–1832), deutscher Kommunalpolitiker, Oberbürgermeister von Breslau
- Kospoth, Friedrich von (1630–1701), sächsischer Beamter
- Kospoth, Joachim Wenzel von (1668–1727), kursächsischer Generalleutnant
- Kospoth, Johann von (1601–1665), preußischer Kanzler
- Kospoth, Karl August Graf von (1836–1928), Fideikommissherr auf Briese in Niederschlesien
- Kospoth, Karl-Eduard von (* 1934), deutscher Brigadegeneral der Luftwaffe
- Kospoth, Otto Carl Erdmann von (1753–1817), preußischer Kammerherr und Komponist
- Kospoth, Siegfried von (1740–1809), österreichischer Offizier, General der Kavallerie
- Kospoth, Sylvio von (1852–1939), sächsischer Generalleutnant